# 波尔多大犹太会堂

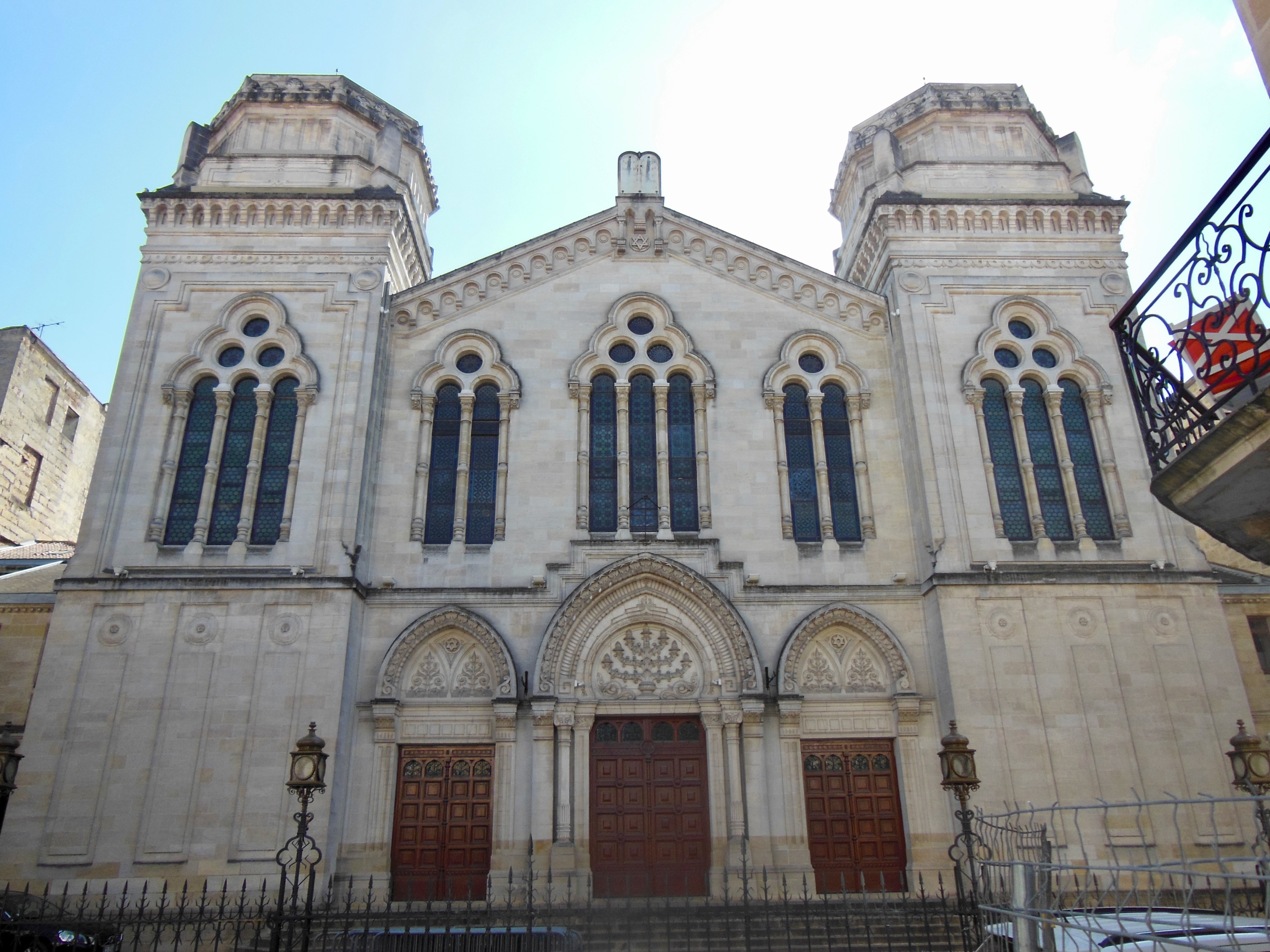

波尔多大犹太会堂（法語：Grande synagogue de Bordeaux）是法国波尔多主要的犹太会堂。

## 历史

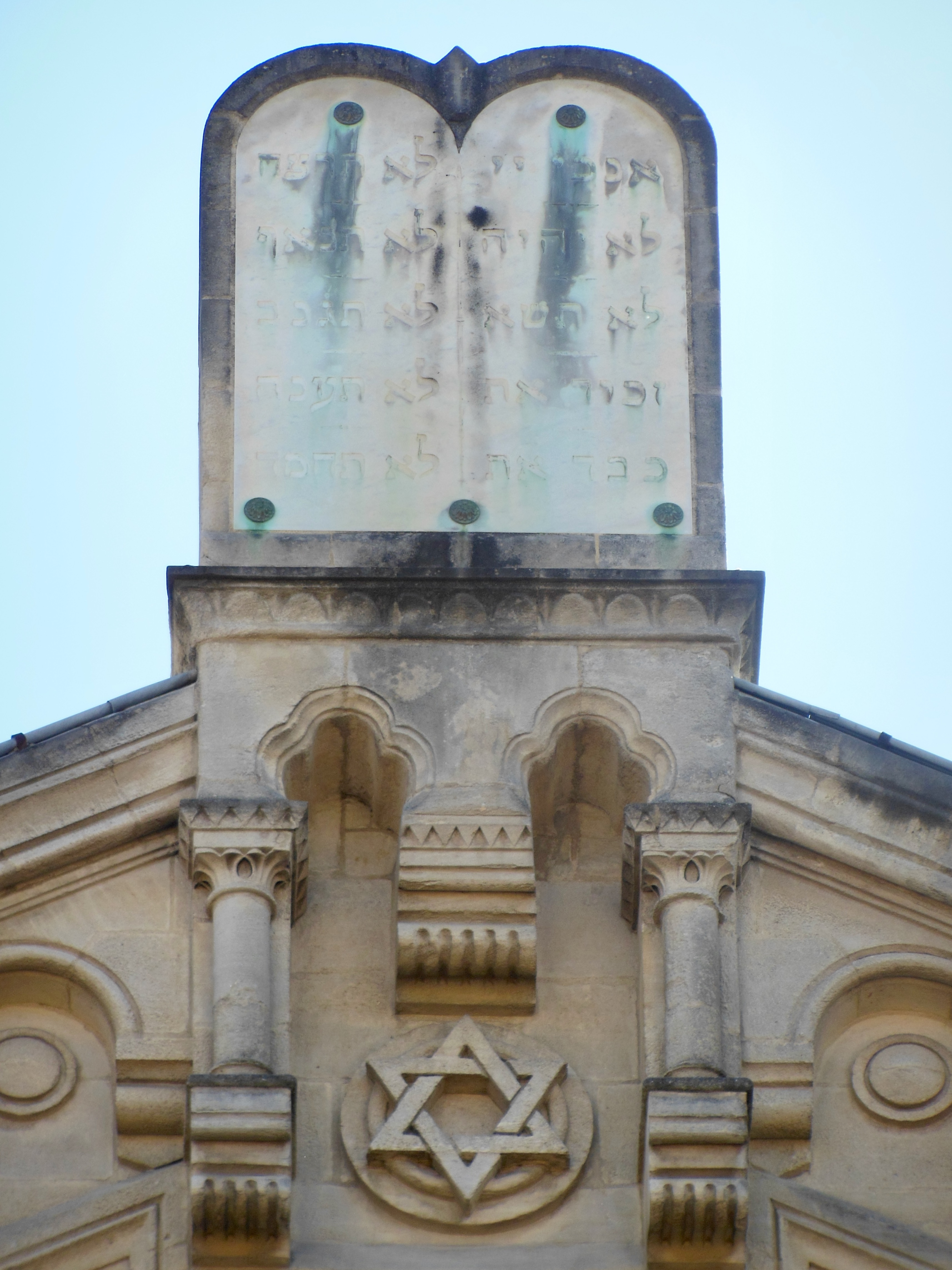

1492年，由于《阿罕布拉法令》，塞法迪犹太人被驱逐出伊比利亚半岛后，他们第一次来到波尔多。1960年代，犹太人离开新独立的北非前法国殖民地，他们的人数大大增加。
这座建筑是在拿破仑解放法国犹太人之后建造的第一座重要的犹太会堂；完成于1812年。1873年，它被大火摧毁，九年后重建。 位于新址的建筑由查理•布鲁盖（Charles Bruguet）设计，后来是查理•杜兰德（Charles Durand ）和保罗•阿巴迪（Paul Abadie）。66万法国法郎的费用来自捐款，包括来自塞法迪犹太人 佩雷尔银行家族，以及地方和国家政府的大量捐款。当它重新开放时，它是法国最大的犹太会堂。 
虽然第一座犹太会堂采用了新古典主义建筑风格建造，但目前的会堂结合了罗曼式建筑和拜占庭复兴式建筑风格。虽然有一些东方风格的元素，但它并未采用当时其他犹太会堂流行的摩尔复兴建筑风格建造。正面有两座塔，类似于教堂立面的钟楼；当时一些犹太人批评这种设计看起来太像一座教堂，拒绝为用灯泡装饰的钟楼提供额外的资金。在立面的顶部，有一尊石版的雕塑，上面刻有十诫。
在第二次世界大战中德国占领法国期间，犹太人在被驱逐到集中营之前，被关在犹太会堂；会堂随后被洗劫一空。这座建筑战后进行了修复，于1956年恢复到原来的样貌。
1998年7月，这座犹太会堂被列为法国历史遗迹。